# Бургіньйони
Бургіньйони (фр. Bourguignons) — політична партія герцога Бургундського під час Столітньої війни та смути в 1410-1435 роках у Франції, яка спиралася на міське населення північної Франції; в так званій війні бургіньйонів і арманьяків діяла проти партії арманьяків, підтримуваних аристократією півдня.
На чолі бургіньйонів стояли бургундські герцоги Жан Безстрашний і Філіп Добрий.
Емблемою партії була червона хрестоподібна перев'язь або червоний хрест Святого Андрія.

## Географія
Герцог Бургундський успадкував велику кількість земель, розкиданих від нинішнього кордону Швейцарії аж до Північного моря. Герцогство Бургундія було надано як уділ Філіппу Сміливому в XIV столітті, а потім пішли інші території, успадковані Філіпом та його спадкоємцями в кінці XIV і XV століть, включаючи графство Бургундія (Франш-Конте), Фландрії, Артуа та багатьох інших доменів на території нинішньої Бельгії, Люксембургу, Нідерландів та північно-східної Франції. Успішне виробництво текстилю в низьких країнах зробило це одним з найбагатших регіонів Європи і пояснило їхнє бажання підтримувати торгівлю з Англією, яка виробляє вовну.

## Відомі бургіньйони
- Філіп II Сміливий
- Карл Сміливий
- Клод Шатель
- Ніколя Ролен
- Симон Кабош
- П'єр Кошон